# Розмір (герб)
Розмір (пол. Rozmiar) – шляхетський герб, за словами Островського , може бути різновидом герба Сирокомля.

## Опис герба
Опис з використанням класичних правил блазонування:
У зеленому полі на срібній поперечної балці, з золотим хрестом у центрі, два срібні трикутники вершинами вниз. Клейнод: хвіст павича. Намет повинен бути зелений, підбитий сріблом.
Юліуш Кароль Островський, за Францішеком Пекосинським перераховує кілька інших гербів, що відрізняються трохи гербовою фігурою, які за його словами є варіантами герба Розмір.
Герб з печатки Тумінського від 1585 року: під поперечиною хреста півкільце баром вгору, а під Розміром три балки Корчака.
Печатка невідомого руського шляхтича від 1570 року: нижче плечей хреста додаткова хвиляста перекладина.
Печатка невідомого руського шляхтича 1575 року: нижче плечей хреста додаткова хвиляста перекладина, а під знаком три балки.
Печатка невідомого руського шляхтича 1570 року: хрест з двома додатковими бічними балками під кутом, між трикутниками знака дві короткі балки.
Печатка невідомого шляхтича  1575 року: стріла замість хреста.
Печатка невідомого шляхтича  1640 року: на хресті нижче плечей поміщене півкільце баром вгору, інше, ніж на печатці від 1585 року, між трикутниками знака три короткі балки.

Герб з печатки Тумінського від 1585 року
Печатка невідомого руського шляхтича від 1570 року
Печатка невідомого руського шляхтича 1575 року
Печатка невідомого руського шляхтича 1570 року
Печатка невідомого шляхтича  1575 року
Печатка невідомого шляхтича  1640 року

## Історія
Юлуш Кароль Островський стверджує, що це один із старих польських гербів. Беручи варіанти гербових фігур, що наведені у Островського, найбільш ранні в хронологічному порядку є печатки з 1570, 1575, 1585 і 1640 років. Потім герб описав без вказівки кольору Шимон Окольски в Orbis Polonus. За словами Окольського герб створив єпископ вільнюський Іоанн VIII, який помер у 1480 року. Герб згадує Каспер Насецький, із зазначенням кольору фігур і поля.

## Роди
Тадеуш Гайль перераховує такі сім'ї гербової родини:
Долмацькі (Dołmacki), Довмонти (Dowmont), Лосовичі (Losowicz), Лосвевичі (Łośkiewicz), Розбицькі (Rozbicki), Розміровські (Rozmiarowski), Судзі (Sudzia).
Розглядаючи герб з печатки від 1585 року як Розмір, необхідно приєднати до вище згаданого списку прізвище Тиміські (Tumiński).